# Сребърна (биосферен парк)
Вижте пояснителната страница за други значения на Сребърна.
„Сребърна“ е биосферен парк по програмата „Човек и биосфера“ на ЮНЕСКО в Североизточна България.
Обхваща обявения (1977) по националното законодателство резерват „Сребърна“ и цялата територия на община Силистра.

## Статут
Биосферен парк „Сребърна“ е официално разширен на 29-а сесия на Междуправителствения координационен съвет по Програмата „Човекът и биосферата“ на ЮНЕСКО (MAB – ICC), провела се в периода 12 – 15 юни 2017 г. Заедно с обявяването на разширения Биосферен парк Сребърна през 2017 г., Междуправителственият координационен съвет по Програмата „Човекът и биосферата“ на ЮНЕСКО обявява още три нови български разширени биосферни парка от нов тип: Биосферните паркове „Червената стена“, „Централен Балкан“ и „Узунбуджак“. Включването на четирите биосферни парка в световната мрежа на ЮНЕСКО е международно признание, че въпросните обекти се управляват по целесъобразен и устойчив начин, съгласно националното законодателство и в съответствие с общоприетите принципи за добро управление.

## Зониране
- Сърцевинната зона на биосферен парк „Сребърна“ включва обявения според националното законодателство през 1977 г. резерват „Сребърна“, с площ 907 хектара. която е създадена с цел дълготрайното опазване на консервационно значимите хабитати и видове.
- Буферната зона на биосферния парк представлява естествен буфер на сърцевинната зона и обхваща защитена местност „Пеликаните“, на територията ѝ се опазват консервационно значими природни местообитания, представляващи и местообитания на редки животински видове.
- Преходната зона (зона за развитие) обхваща цялата територия на община Силистра и предлага условия за развитие на различни дейности насочени към опазване на културното многообразие, традициите и обичаите. Именно хармоничната връзка между трите територии е предпоставка за изпълнение и на трите функции биосферен парк от нов тип.
- Обща площ (ха): 52005.2797 ха
- Сърцевинна зона(и): 891.2519 ха
- Буферна зона(и): 419.338 ха
- Преходна зона(и): 52005.2797 ха

Цялата територия на биосферния парк „Сребърна“ има голям потенциал за насърчаване на местно икономическо развитие, основаващо се на природните, културни и исторически забележителности. Консервационната функция е главната функция на биосферния парк и основна цел на неговото обявяване. Под защита е поставено сладководно крайречно езеро, осигуряващо дом на множество гнездящи колонии на водолюбиви видове птици. Сърцевинната зона на биосферния парк Сребърна се намира на главното миграционно трасе на прелетните птици Виа Понтика между Европа и Африка. Традиционните дейности развиващи се в преходната зона на биосферния парк включват селско стопанство и био земеделие, дребно животновъдство, риболов, пчеларство, дървообработка и дърворезба и др. В преходната зона на парка има няколко места, където се практикува наблюдение на птици, колоездене и екотуризъм – посещения в къщите, комбинирани с посещения в резервата, река Дунав и целия район.
На територията на резервата е добре развит и културният туризъм. Има множество музеи и исторически паметници, които в съчетание с многобройните фестивали, организирани в района, са предпоставка за развитието на малки семейни хотели и къщи за гости. В допъление, в района ежегодно се организират исторически походи, които акцентират не само върху историята и културата, но и върху природата на биосферния парк.